# Michael LePond
Michael Anthony LePond III (nascido em 17 de fevereiro de 1966 em Newark, Nova Jérsia e mais conhecido como Mike LePond) é um baixista estadunidense, mais conhecido pelo seu trabalho com a banda de metal progressivo/neoclássico Symphony X, com a qual toca desde o álbum V: The New Mithology Suite de 2000.
Mike também toca na banda Dead on Arrival e já tocou com o Rattlebone, além de outras participações em outras bandas.

## Problemas de saúde e álbum solo
Em 2006, Michael LePond passou a sofrer de Doença de Crohn, forçando o Symphony X a cancelar uma série de shows na Europa. Ele passou por uma cirurgia e em 21 de maio do mesmo ano anunciou que levaria três semanas para se recuperar totalmente.
| “ | Eu quero que vocês todos saibam que eu fiz minha cirurgia e recebi alta do hospital. Eu estou me sentindo tão melhor agora. Estou comendo normalmente e ficando mais forte a cada dia que passa. Eu devo estar totalmente recuperado em cerca de três semanas. [...] | ” |

Em 21 de agosto de 2014, foi anunciado que Mike lançaria seu primeiro álbum solo, Mike LePond's Silent Assassins. O álbum, a ser lançado no dia 26 de setembro de 2014, deverá conter nove faixas e participações do guitarrista Mike Chlasciak (Halford, Testament), do guitarista solo, produtor de bateria e colega de banda do Symphony X Michael Romeo e do vocalista Alan Tecchio (Hades, Watchtower). Mike tocará não apenas o baixo, mas também a guitarra rítimica.

## Discografia

### com Symphony X
- V: The New Mythology Suite (2000)
- The Odyssey (2002)
- Paradise Lost (2007)
- Iconoclast (2011)
- Underworld (2015)

### comMyrkgand
- Myrkgand (2017)

### Solo
- Mike LePond's Silent Assassins (2014)